# جاك ميرسير (لاعب كرة قدم)
جاك ميرسير (بالإنجليزية: Jack Mercer)‏ (10 مارس 1889 في الولايات المتحدة - 25 يونيو 1945 في الولايات المتحدة) هو لاعب كرة قاعدة ولاعب كرة قدم أمريكي في مركز مرسل الكرة ‏. لعب مع بيتسبرج بايرتس.

## وصلات خارجية
- جاك ميرسير على موقعبيزبول رفرنس.كوم (الدوري الرئيسي) (الإنجليزية)
- جاك ميرسير على موقعبيزبول رفرنس.كوم (الدوري الثانوي) (الإنجليزية)